# ویسنته رینس
ویسنته رینس (اسپانیایی: Vicente Reynés‎؛ زادهٔ ۳۰ ژوئیهٔ ۱۹۸۱) دوچرخه‌سوار اهل اسپانیا است.
از باشگاه‌هایی که در آن رکاب زده‌است می‌توان به آی‌ای‌ام سایکلینگ، تیم موویستار، اچ‌تی‌سی-هایرود، و تیم لوتو–سودال اشاره کرد.